# اکو اکسپرسیونیسم
اکو-اکسپرسیونیسم یک گرایش نوظهور در هنر معاصر است که به پیوند بین احساسات درونی انسان و بحران‌های زیست‌محیطی جهانی می‌پردازد. این سبک، ادامه‌ای از سنت اکسپرسیونیسم است اما تمرکز خود را بر روی واکنش عاطفی نسبت به تخریب طبیعت، تغییرات اقلیمی، آلودگی، و بحران‌های اکولوژیک قرار می‌دهد.
اکسپرسیونیسم (به انگلیسی: Expressionism) یکی از جنبش های هنری پیشرو در اوایل قرن بیستم بود که بر بیان حالات درونی، احساسات شخصی و واکنش‌های عاطفی هنرمند نسبت به دنیای اطراف تاکید داشت. برخلاف رئالیسم، هدف اکسپرسیونیسم نمایش واقعیت درونی و ذهنی بود نه واقعیت عینی. این سبک در نقاشی، ادبیات، تئاتر، سینما و معماری تاثیرگذار شد و هنرمندانی چون «ادوارد مونک»، «واسلی کاندینسکی» و «ایگون شیله» از چهره‌های برجسته‌ی آن به حساب می‌آیند.
با گذشت زمان و تغییرات اجتماعی و محیطی گسترده، هنرمندان مدرن نیز همچنان به استفاده از زبان بصری اکسپرسیونیسم برای بیان دغدغه‌های فردی ادامه دادند. اما دغدغه‌های قرن ۲۱ بیشتر حول مسائلی چون بحران محیط‌زیست، اضطراب اقلیمی و ناپایداری زیستی شکل گرفته‌اند. این موضوع منجر به تولد گرایشی نوین در دل اکسپرسیونیسم شد که آن را با مسائل محیط‌زیستی تلفیق می‌کند.